# Лисос
Лисо̀с (на гръцки: Λυσός) е село в Кипър, окръг Пафос. Според статистическата служба на Република Кипър през 2001 г. селото има 160 жители.
Намира се на 36 км североизточно от Пафос.